# Alice Hawkins
Dit overzicht is mogelijk incompleet; u kunt helpen door het uit te breiden.

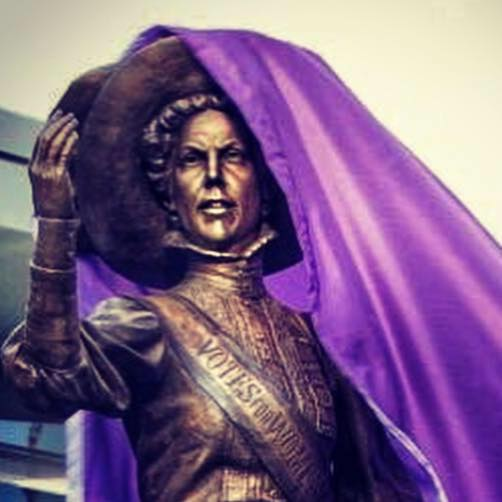
Beeld van Alice Hawkins in Leicester

Alice Hawkins (Stafford, 1863 - Leicester, 1946)  was een vooraanstaande Engelse suffragette in Leicester. Ze was ook een prominent lid van de schoenmakersvakbond. Alice ging vijf keer de gevangenis in voor daden die ze pleegde in het kader van de militante campagne van de Women's Social and Political Union, waaronder het opgraven van een golfbaan.  Haar echtgenoot Alfred Hawkins was ook een actieve suffragette. In 2018 werd op Leicester Market Square een standbeeld van Alice onthuld.

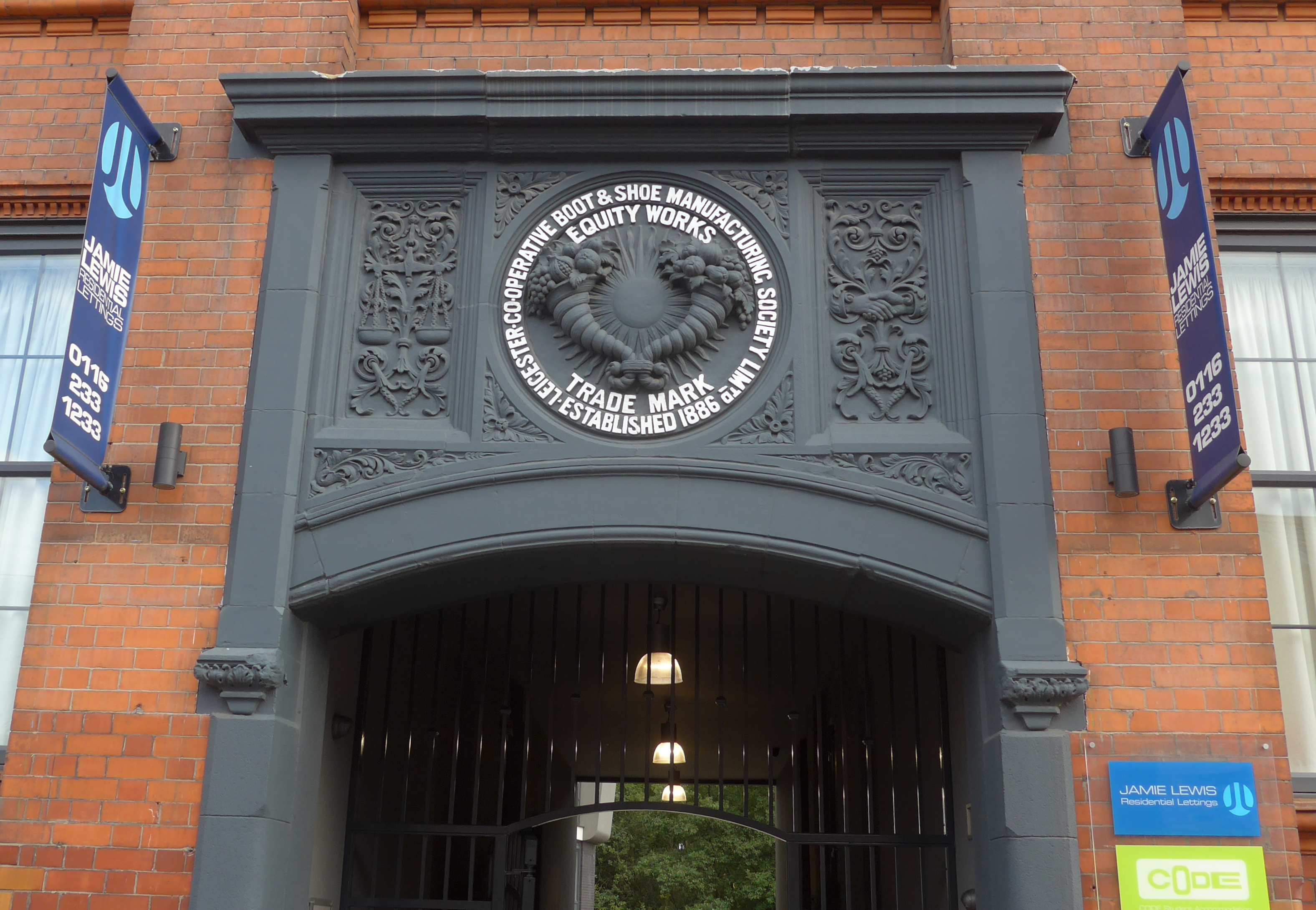
De ingang van de schoenenfabriek waar Alice Hawkins werkte, heeft nu een gedenkplaat voor Alice